# 白俄羅斯憲法

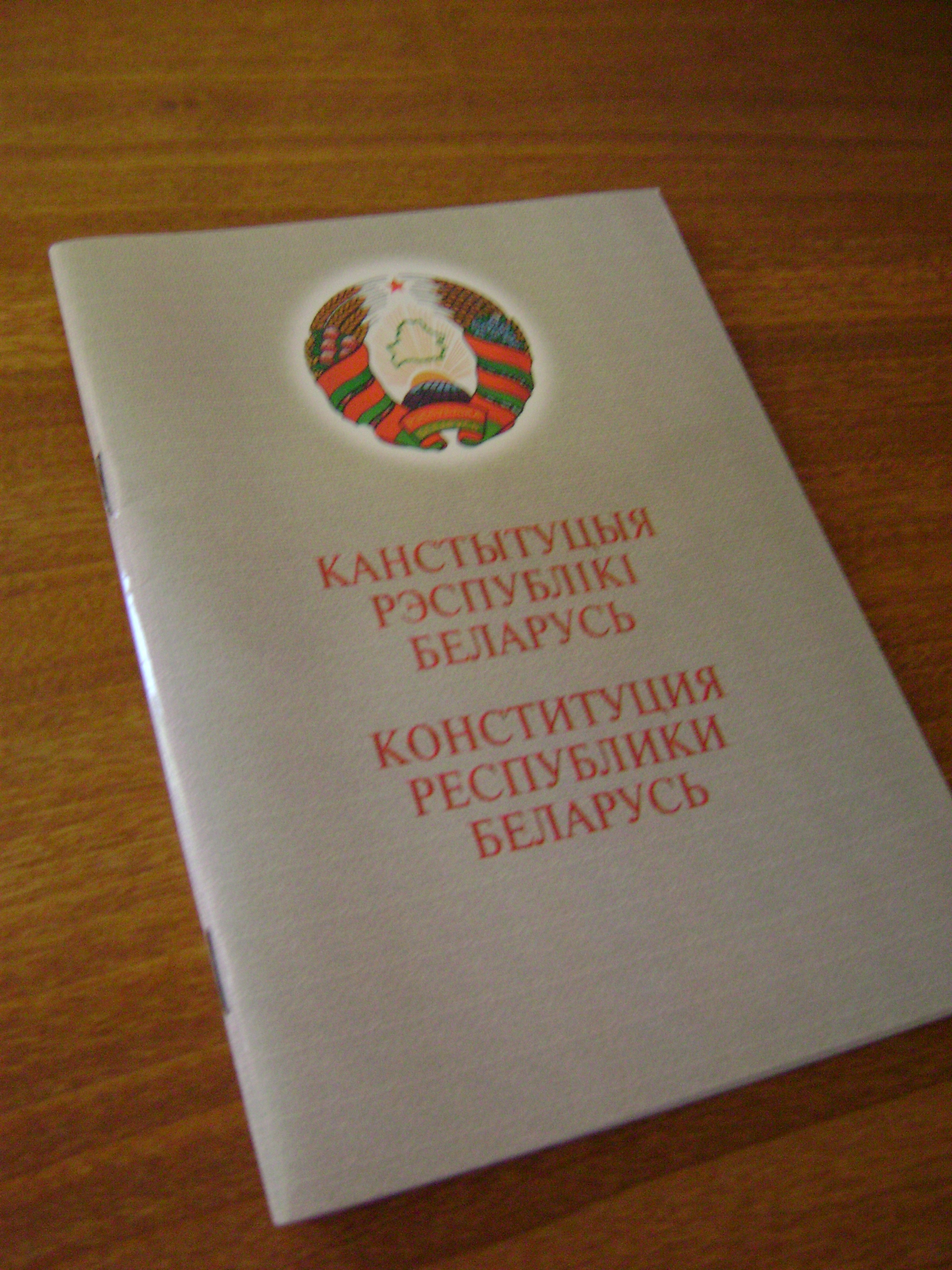
白俄羅斯政府發給民眾的小冊版的憲法。封面上的冊名是以白俄羅斯語標寫，接著是俄文。

白俄羅斯憲法是白俄羅斯的根本法律。1994年，也是白俄羅斯脫離蘇聯宣布獨立後第三年，開始採行白俄羅斯憲法，此正式公文確立了白俄羅斯國家與政府的體制，並明列了公民的權利與自由。此憲法是由白俄羅斯的前立法機構最高蘇維埃起草，並由公民與法律專家共同改寫。此憲法的內容包括序文、九個章節與一百四十六條條文。
白俄羅斯憲法的結構與內容受西方列強的憲法以及白俄羅斯在蘇聯時代的經驗影響極深。憲法中許多部分確立了政府的職務與權力，並以一整個章節詳述了授予公民與居民的權利與自由。憲法自頒布起曾修正了兩次：1996年與2004年。兩次的公投提高了總統的權力，並取消總統任期限制；客觀觀察家與反對黨領袖對此舉頗有爭議。

## 歷史
白俄羅斯於1919年召开第一次全白俄罗斯苏维埃代表大会時頒布其第一部憲法，並沿用此部憲法，直到與俄羅斯、烏克蘭和南高加索一同簽下條約組織蘇聯。白俄羅斯蘇維埃社會主義共和國於1927年頒布其首部蘇維埃時代的憲法，其填補了蘇聯憲法的不足。在1937年再次通過之後，白俄羅斯蘇維埃社會主義共和國於1978年頒布了其最後一部蘇維埃時代的憲法，主要反映了1977年蘇聯憲法的改变。
1991年白俄羅斯自蘇聯獨立後，白俄羅斯的最高蘇維埃通過了白俄羅斯蘇維埃社會主義共和國國家主權宣言，授予其修憲的權力。不久後，政府設立了制憲委員會以助於後蘇維埃時代憲法的通過。